# Малишева Наталія Володимирівна
Наталія Володимирівна Малишева (рос. Малышева, Наталья Владимировна) (12 грудня 1921, Крим — 4 лютого 2012) — радянський конструктор ракетних двигунів, пізніше — черниця Адріана.

## Біографія
Н. В. Малишева народилася в Криму, в родині земського лікаря. З дитинства займалася плаванням і гімнастикою, бігала на лижах, стріляла. Закінчила курси медсестер, здала норми ГТО.
Малишева поступила в Московський авіаційний інститут.
У 1941 році пішла на фронт. Служила в дивізійній розвідці у Волоколамському напрямку. В червні 1942 року була спрямована на 3-місячні курси в школі розвідників у Гірєєво. Після них служила вже в армійській розвідці 16-ї армії (2 формування), якою командував Рокоссовський. Війну закінчила лейтенантом.
Після Перемоги до 1949 р. служила на території Польщі, у Верхній Сілезії. У 1949 перекинули в Потсдам, дослужилася до капітана.
Після звільнення з армії повернулася в МАІ відразу на третій курс, закінчила його і стала працювати за розподілом конструктором ракетних двигунів в НДІ-88 в Подлипках (нині Корольов). Наталія Володимирівна пропрацювала в цій сфері 35 років. Інженер-конструктор Малишева брала участь у створенні двигунів для маневрування і гальмування на орбіті перших балістичних ракет і космічних кораблів, в тому числі і для гагарінського «Сходу». Вона була єдиною жінкою в державній комісії по випробуванню ракетних комплексів. Н. В. Малишева брала участь у створенні двигунів для ракети зенітно-ракетного комплексу С-75 Петра Грушина. За цей двигун її нагородили орденом. Присвоєно військове звання майор.
На пенсії допомагала облаштовувати подвір'я Свято-Успенського Пюхтицкого жіночого монастиря в Москві і залишилася тут служити простою черницею, прийнявши постриг під ім'ям Адріана. Матінка Адріана стала лауреатом міжнародної премії «За віру і вірність», заснованою Фондом Андрія Первозванного.

## Нагороди
Нагороджена наступними медалями і орденами:
- Орден Вітчизняної війни
- Орден Червоної Зірки
- два ордена Знак Пошани[7]
- Медаль «За бойові заслуги»
- Медаль «За оборону Москви»
- Медаль «За оборону Сталінграда»

Лауреат Міжнародної премії Андрія Первозванного «За Віру і Вірність».

## Пам'ять
- Картина «Наталія Володимирівна Малишева (1921—2012 рр.). Розвідниця ВВВ, з 2000 року — черниця Адріана, насельниця Пюхтицкого подвір'я» (худ. А. Шилов, 2008).